# Discovery (宮野真守の曲)
「Discovery」（ディスカバリー）は、宮野真守のメジャー1枚目、通算2作目のシングル。2008年6月4日にキングレコードから発売された。

## 概要
前作「久遠」から約1年1ヶ月ぶりのリリース。宮野のメジャーデビューシングル。当時「VC制作部MMグループ」として水樹奈々・田村ゆかり等を担当していたキングレコードMM制作部が制作を担当している。表題曲「Discovery」は、 PS2用ゲーム『ふしぎ遊戯 朱雀異聞』のオープニングテーマとして使用された。

## 批評
CDジャーナルは、「美しい憂鬱をたたえたメロディとギター・ロック的疾走感を持つ表題曲は、安定感と繊細さを両立させたヴォーカルの魅力をしっかりと際立たせている」と評した。

## 収録曲
1. Discovery [4:20]
作詞：田中秀典、作曲：野間康介、編曲：Jin Nakamura
  - PS2用ゲーム『ふしぎ遊戯 朱雀異聞』オープニングテーマ
2. Garnet [4:50]
作詞：松井五郎、作曲・編曲：原田アツシ
3. きもちつないで。 [4:40]
作詞・作曲：成本智美、編曲：平田祥一郎

## 収録作品
| 曲名      | 収録アルバム | 発売日        | 備考                  |
| --------- | ------------ | ------------- | --------------------- |
| Discovery | 『BREAK』    | 2009年3月11日 | 1stオリジナルアルバム |